# 高良薑

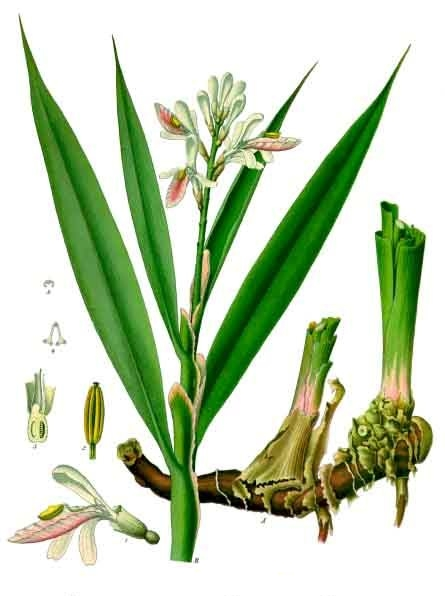
Alpinia officinarum

高良薑又稱良薑、南薑、藍薑，為東南亞與廣東菜肴常用之香料植物，在潮州菜中是常见的調味品，特别是在烹煮潮汕卤味时必不可少。也用作藥用植物。
植物學上涵蓋了四種植物：
- 大高良薑：Alpinia galanga，乾燥成熟果實又稱為「紅荳蔻」。
- 高良薑 (山薑屬)：Alpinia officinarum，於《中國藥典》2005年版中定為中藥高良薑的的法定原植物來源種[2]。
- 山柰：Kaempferia galanga
- 凹唇薑：Boesenbergia pandurata。

## 命名由來
據宋代陶弘景《本草經集注》，產地為高涼郡，因此得名。

## 延伸阅读
[在维基数据编辑]
 《欽定古今圖書集成·博物彙編·草木典·高良薑部》，出自陈梦雷《古今圖書集成》

## 外部連結
- 高良薑 Gaoliangjiang （页面存档备份，存于） 藥用植物圖像數據庫 (香港浸會大學中醫藥學院) （中文）（英文）
- 高良薑 中藥材圖像數據庫  (香港浸會大學中醫藥學院) （中文）（英文）
- 高良薑 Gao Liang Jiang （页面存档备份，存于） 中藥標本數據庫 (香港浸會大學中醫藥學院) （繁體中文）（英文）